# Украинская православная церковь (Московского патриархата)
Украи́нская правосла́вная це́рковь (УПЦ; укр. Українська православна церква) в СМИ часто используется неофициальное именование  Украинская православная церковь (Московского патриархата) (УПЦ (МП); укр. Українська православна церква (Московського патріархату) чтобы избежать путаницы с Украинской православной церковью Киевского патриархата) — первая на Украине по числу духовенства, приходов, монастырей и вторая по числу приверженцев церковная юрисдикция на территории Украины после ПЦУ. До предоставления автокефалии ПЦУ в 2019 году УПЦ признавалась всеми поместными православными церквями как единственная легитимная в каноническом отношении православная церковь (в составе Московского патриархата) на Украине.
Согласно действующему Уставу Русской православной церкви, УПЦ — «самоуправляемая церковь с правами широкой автономии» в составе РПЦ; её статус детально оговорён в «Главе X. Украинская Православная Церковь» Устава РПЦ. Устав самой УПЦ — после внесения в него поправок в мае 2022 года — не упоминает РПЦ, но и не говорит об автокефалии; патриарх Московский и всея Руси не поминается в качестве предстоятеля УПЦ. 24 августа 2024 года президент Украины подписал Закон Украины «О защите конституционного строя в сфере деятельности религиозных организаций», запрещающий деятельность религиозных организаций, связанных с РПЦ, в соответствии с которым религиозным организациям на Украине, аффилированным с центрами в России, давалось 9 месяцев, чтобы разорвать связи со своим руководящим центром после издания соответствующего предписания Госэтнополитики. УПЦ в свете данного закона рассматривалась органами власти Украины как организация, находящаяся в зависимости от российских государственных структур. Прочие поместные православные церкви также рассматривают УПЦ как структурное подразделение в составе Московского патриархата, в каковом статусе они признают и принимают представителей УПЦ для сослужения.
УПЦ декларирует свою юрисдикцию над всей территорией Украины. В ходе российско-украинской войны некоторые епархии УПЦ оказались на территориях, аннексированных Россией, и часть из них Синод РПЦ перевёл из УПЦ в своё подчинение. УПЦ изменение их статуса не признала. Имеются заграничные приходы УПЦ.
По состоянию на 2016 год в её церковно-канонической юрисдикции находилось наибольшее число культовых сооружений на Украине: 11 296 сооружений и мест для молитвы из всех 28 841 существовавших в стране (больше всего сооружений находилось в Хмельницкой (926) и Винницкой (908) областях, меньше всего — во Львовской (28), Ивано-Франковской (30) областях и Киеве (91)).

## История

### Позднесоветский период
К концу 1970-х годов значительно изменился национальный состав епископата РПЦ: в нём появилось довольно много украинцев. Например, в 1977 году среди 75 представителей епископата был 21 уроженец Украины (из них 13 — с Западной Украины), в конце 1980-х годов с Украины происходили 25 из 77 епископов (в том числе 14 — с Западной Украины).
С осени 1989 года вследствие прекращения государственного контроля над религиозной жизнью в СССР и в связи с стремлением к независимости Украинской ССР, церковно-политическая ситуация в республике резко обострилась. В частности, среди духовенства и мирян Украинского экзархата обнаружились тенденции к обособлению от Московского патриархата.
На имя патриарха Московского и всея Руси Пимена и митрополита Киевского, патриаршего экзарха Украины Филарета поступали послания от клириков из западноукраинских епархий с призывами даровать автокефалию экзархату. Архиерейский собор РПЦ 30—31 января 1990 года принял «Положение об экзархатах», которое предоставляло последним в СССР (Украинскому и Белорусскому экзархатам) бо́льшие права в самоуправлении, а также право именоваться Украинской и Белорусской православными церквами.
10 июля 1990 года Синод Украинской православной церкви направил Патриарху Алексию II обращение, в котором содержалась просьба расширить права Украинской церкви. Священный синод Русской православной церкви 20 июля 1990 года (журнал № 112) ознакомился с этим обращением и постановил рассмотреть его на внеочередном Архиерейском соборе, для чего была образована комиссия под председательством митрополита Ювеналия (Пояркова). Материалы и предложения по этому вопросу были направлены всем епископам Русской православной церкви и вынесены на обсуждение и утверждение Архиерейского собора.
25—27 октября 1990 года под председательством патриарха Алексия в синодальной резиденции в Даниловом монастыре состоялся Архиерейский собор в составе 91 иерарха РПЦ. По рассмотрении обращения Архиерейский собор определил:

1. Украинской Православной Церкви предоставляется независимость и самостоятельность в её управлении.
2. В связи с этим наименование «Украинский Экзархат» — упраздняется.
3. Предстоятель Украинской Православной Церкви избирается Украинским епископатом и благословляется Святейшим Патриархом Московским и всея Руси.
4. Предстоятель Украинской Православной Церкви носит титул «Митрополит Киевский и всея Украины».
5. Митрополиту Киевскому и всея Украины, в пределах Украинской Православной Церкви, усвояется титул «Блаженнейший».
6. Митрополит Киевский и всея Украины имеет право ношения двух панагий и предношения креста во время Богослужения.
7. Синод Украинской Православной Церкви избирает и поставляет правящих и викарных архиереев, учреждает и упраздняет епархии в пределах Украины.
8. Митрополит Киевский и всея Украины как Предстоятель Украинской Православной Церкви является постоянным членом Священного Синода Русской Православной Церкви.
9. Настоящее Определение Архиерейского Собора Русской Православной Церкви подлежит утверждению Поместным Собором Русской Православной Церкви со внесением соответствующих изменений в Устав об управлении Русской Православной Церкви.

Вплоть до января 2009 года, во всё время патриаршества Алексия II Поместный собор не собирался, оставляя новый статус УПЦ неутверждённым; был утверждён в числе прочих деяний всех Архиерейских соборов в период между Поместными соборами на Поместном соборе РПЦ в Москве в конце января 2009 года.

### УПЦ при митрополите Филарете
Первым предстоятелем «независимой и самостоятельной в своём управлении» УПЦ стал митрополит Филарет (Денисенко), получивший Благословенную Грамоту Московского Патриарха Алексия II о даровании Украинской Церкви независимости и самостоятельности в её управлении 28 октября 1990 года в историческом кафедральном соборе киевских митрополитов — соборе Святой Софии.
22—23 ноября 1990 года в Киеве проходил первый Собор Украинской Православной Церкви, созванный решением Синода УПЦ. На Соборе присутствовали правящие архиереи всех двадцати епархий республики, представители духовных школ, мужских и женских монастырей, Киево-Печерской и Почаевской лавр, клирики и миряне.
24 августа 1991 года, после провала августовского путча, Верховный Совет Украины провозгласил Акт о государственной независимости. 1—3 ноября 1991 года в храме преподобных Антония и Феодосия в Киево-Печерской Лавре митрополит Филарет собрал Собор Украинской Православной Церкви, на котором присутствовал весь украинский епископат, делегаты от 22 епархий в лице клириков и мирян, избранных на епархиальных собраниях, представители 32 монастырей, представители духовных школ. Собор вынес Определение о полной самостоятельности Украинской Православной Церкви, просившее Патриарха Алексия II и епископат Русской Православной Церкви даровать Украинской Православной Церкви полную каноническую самостоятельность, то есть автокефалию. Вскоре три архиерея — епископы Черновицкий Онуфрий (Березовский), Тернопольский Сергий (Генсицкий) и Донецкий Алипий (Погребняк) — дезавуировали свои подписи под Обращением. На следующий день, 23 января, решением Синода УПЦ они были смещены со своих кафедр.
Священный Синод РПЦ, состоявшийся 18—19 февраля 1992 года, принял обращение к митрополиту Филарету и епископату Украинской Православной Церкви с требованием «Незамедлительно пересмотреть решение Украинского Синода от 23 января, чтобы внести мир в сердца братьев архиереев и в их скорбящую паству, взывающую ныне о справедливости в Церкви. Это позволит сохранить мир церковный и единство Украинской Православной Церкви».
31 марта 1992 года в Даниловом монастыре в Москве открылся Архиерейский собор РПЦ, заседания которого продолжались до 5 апреля. В его деяниях участвовали 97 архиереев. С 1 по 4 апреля Архиерейский Собор обсуждал ходатайство епископата УПЦ о предоставлении Украинской Православной Церкви автокефального статуса. В своём докладе на Соборе митрополит Филарет обосновывал необходимость предоставления Украинской Православной Церкви автокефалии политическими событиями: распадом СССР и образованием независимого Украинского Государства. После доклада митрополита Филарета началась дискуссия, в которой участвовало большинство архиереев. Епископ Ульяновский и Мелекесский Прокл (Хазов) говорил в своём выступлении, что автокефалия не спасёт Православие Украины, если не будет избран новый Предстоятель УПЦ.
Поворотным моментом в полемике явилось предложение епископа Магаданского Аркадия (Афонина) сменить предстоятеля УПЦ, так как, по его мнению, владыка Филарет не соответствует требованиям, предъявляемым к личности, способной объединить вокруг себя всех православных клириков и мирян на Украине. Предложение было поддержано митрополитом Винницким Агафангелом, епископом Уральским Антонием (Москаленко), другими архиереями. В связи с замечанием митрополита Филарета, что он подчиняется только Собору украинских епископов, архиепископ Солнечногорский Сергий (Фомин) возразил: «Украинская Православная Церковь пока не автокефальная, у неё нет своих закрытых внутренних вопросов, которые не были бы доступны компетенции Архиерейского Собора Русской Православной Церкви».
После выступления Патриарха Алексия II, предложившего Филарету уйти со своего поста, на уходе митрополита Филарета со своего поста настаивали митрополиты Крутицкий Ювеналий (Поярков), Псковский Владимир (Котляров), Оренбургский Леонтий (Бондарь), архиепископ Смоленский Кирилл (Гундяев). Митрополит Филарет упорствовал и отказывался это сделать. Его нежелание повлекло более резкие выступления епископов. Митрополит Владимир (Котляров) внёс предложение о голосовании по вопросу снятия митрополита Филарета с занимаемого им поста.
2 апреля 1992 года Архиерейский Собор принял определение об автокефалии УПЦ.
В принятом 4 апреля Послании Собор говорил о своём «искреннем желании», чтобы «полнота церковная вынесла решение» о автокефалии УПЦ на очередном Поместном Соборе РПЦ.

### Раскол
7 апреля 1992 года, в праздник Благовещения, за богослужением во Владимирском кафедральном соборе митрополит Филарет объявил об отказе уйти с поста предстоятеля Украинской православной церкви, что он, «взвесив сложную обстановку в Церкви и просьбы паствы и епископата УПЦ, решил остаться».
30 апреля в Житомире состоялось собрание представителей духовенства, монастырей, православных братств и мирян. Из архиереев на нём присутствовали митрополит Винницкий Агафангел, архиепископ Житомирский Иов (Тывонюк), епископ Кировоградский Василий (Васильцев), епископ Черновицкий Онуфрий (Березовский), епископ Тернопольский Сергий (Генсицкий), епископ Донецкий Алипий (Погребняк). Собрание выразило недоверие митрополиту Филарету в связи с его обманом Архиерейского собора, которому он дал обещание перед Крестом и Евангелием покинуть пост предстоятеля УПЦ добровольно. Его отказ исполнить это обещание участники собрания квалифицировали как клятвопреступление. Собрание заявило также, что оно настаивает на созыве 11 мая Архиерейского собора УПЦ, на котором должна быть удовлетворена отставка митрополита Филарета с поста предстоятеля УПЦ.
Митрополит Филарет проигнорировал решения Синода. В сложившейся ситуации 21 мая Синод вынес решение временно передать функции предстоятеля Украинской православной церкви старейшему по хиротонии архипастырю на территории Украины — митрополиту Харьковскому и Богодуховскому Никодиму. Ему было поручено до праздника Святой Троицы созвать Архиерейский собор, чтобы принять отставку митрополита Филарета и избрать нового предстоятеля Украинской церкви. Митрополит Филарет почёл решение Синода неправомочным.

### Харьковский собор
Исполняя определение Священного синода от 21 мая 1992 года, митрополит Харьковский и Богодуховский Никодим, 27 мая собрал и возглавил Собор Украинской православной церкви, который по месту своего проведения вошёл в историю УПЦ как Харьковский.
14 мая митрополит Никодим послал Филарету письмо, в котором просил его выполнить своё обещание и собрать Архиерейский собор «ради мира в нашей Церкви». Но ответа не последовало. На Архиерейское совещание прибыли 17 архипастырей. Собор внёс некоторые изменения и дополнения к Уставу УПЦ, касающиеся порядка избрания и статуса предстоятеля УПЦ; был расширен также состав Синода УПЦ до семи человек, четверо из которых — постоянные. Изменялось наименование государства, в пределах которого осуществляет свою миссию УПЦ. В своих действиях, внося изменения и дополнения в Устав об управлении Украинской православной церкви, Архиерейский собор руководствовался разделом XIV, п. 2 действовавшего ранее устава, гласившего: «Право внесений исправлений к этому Уставу имеет Собор епископов с последующим утверждением Собором Украинской Православной Церкви». Основным деянием Харьковского собора было выражение недоверия митрополиту Филарету, смещение его с киевской кафедры, с поста предстоятеля Украинской православной церкви и зачисление его за штат в связи с неисполнением клятвенного обещания уйти с поста предстоятеля Украинской церкви, данного им на Архиерейском соборе РПЦ 31 марта — 5 апреля 1992 года. Данное деяние совершилось в отсутствие митрополита Филарета, отказавшегося прибыть на Архиерейский собор УПЦ и проигнорировавшего неоднократно посылаемые ему вызовы. За учинение раскольнических действий Собор в качестве предсудебной меры запретил митрополиту Филарету священнослужение впредь до окончательного решения по этому вопросу Архиерейского собора РПЦ.
После этого, на основании раздела V, п. 12, 13 устава состоялось избрание нового предстоятеля УПЦ. Во втором туре голосования митрополит Владимир получил 16 голосов и был избран митрополитом Киевским и предстоятелем Украинской православной церкви.

### При митрополите Владимире
26 июня 1992 года в Киево-Печерской лавре начал свою работу первый Собор Украинской православной церкви под председательством блаженнейшего Владимира. В работе Собора приняли участие весь епископат УПЦ, представители духовенства, мирян всех епархий, монастырей и духовных школ. Как высший законодательный орган в Церкви Собор постановил: «Признать Архиерейский Собор в Харькове от 27—28 мая 1992 года каноничным и утвердить все его деяния и постановления, которые считать законными». Собор единогласно утвердил все поправки, внесённые на харьковском Архиерейском соборе в текст Устава по управлению УПЦ, и засвидетельствовал своё неизменное единство и верность Вселенскому православию. Участники Собора единодушно осудили деятельность низложенного митрополита Филарета и подтвердили постановление об освобождении его с поста предстоятеля УПЦ и извержение его из священного сана. Собор обратился с просьбой к президенту Украины Леониду Кравчуку, призвав его «помогать [митрополиту Владимиру] во всех служебных делах по наведению порядка и мира в Церкви». Собор сделал заявление по поводу состоявшегося накануне «Всеукраинского Православного собора», отмежевавшись от его решений как незаконных.
В 1993 году патриарх Константинопольский Варфоломей принял в свою юрисдикцию УПЦ в США и УАПЦ в диаспоре. В 1995 году была принята УПЦ в Канаде.
В 1997 году напряжение между Константинополем и Москвой, вызванное «Эстонским вопросом», спало. Это послужило тому, что на состоявшейся в сентябре месяце встрече патриархов в Одессе патриарх Варфоломей подтвердил, что раскол украинского православия является внутрицерковным вопросом Московского патриархата.
Прошедший 13—16 августа 2000 года Юбилейный Архиерейский собор РПЦ, на котором присутствовали все правящие архиереи Украинской православной церкви, активно участвовавшие в обсуждении вопроса о положении УПЦ (высказывались различные предложения по вопросу: от восстановления прежнего статуса экзархата до предоставления полной автономии), принял особое определение, в частности, гласившее: «Подтвердить статус независимости и самостоятельности Украинской Православной Церкви, получившей права широкой автономии по Определению Архиерейского Собора Русской Православной Церкви в 1990 году».
Состоявшийся в Москве 27—28 января 2009 года Поместный собор РПЦ принятым 28 января Определением «О жизни и трудах Русской Православной Церкви» одобрил деяния Архиерейских соборов РПЦ, состоявшихся в период между Поместными соборами (то есть с 1990 года). Принятым в тот же день определением «Об Уставе Русской Православной Церкви» Собор утвердил исправленный и дополненный Устав Русской православной церкви, принятый Юбилейным Архиерейским собором 16 августа 2000 года. Поместный собор не рассматривал статус УПЦ отдельным вопросом в повестке.
С декабря 2011 года до 8 мая 2012 года созывал и председательствовал в заседаниях Священного синода УПЦ, в связи с болезнью предстоятеля УПЦ митрополита Владимира, митрополит Агафангел — как старейший по хиротонии постоянный член Синода УПЦ, в соответствии с пунктами 16-м и 17-м раздела IV Устава об управлении Украинской православной церкви.

### При митрополите Онуфрии

#### 2014—2021 годы
5 июля 2014 года скончался митрополит Владимир (Сабодан).
13 августа 2014 года новым предстоятелем был избран митрополит Онуфрий (Березовский), бывший с 24 февраля 2014 года местоблюстителем Киевской митрополичьей кафедры. 17 августа 2014 года новоизбранный митрополит Черновицкий и Буковинский Онуфрий вступил в должность предстоятеля УПЦ — возле Успенского собора Киево-Печерской лавры прошла его интронизация.
По просьбе митрополита Онуфрия в ноябре 2017 года Архиерейский собор Русской православной церкви внёс в Устав Русской православной церкви изменения, в частности, была добавлена отдельная глава, посвящённая УПЦ МП, в которой сообщалось:
- Украинская православная церковь является самоуправляемой с правами широкой автономии, ей предоставлена независимость и самостоятельность в управлении в соответствии с определением Архиерейского собора Русской православной церкви 25—27 октября 1990 года «Об Украинской православной церкви», которым она должна руководствоваться (а также грамотой патриарха Московского и всея Руси 1990 года и Уставом Украинской православной церкви).
- Устав Украинской православной церкви утверждается её предстоятелем и одобряется патриархом Московским и всея Руси.
- Органами церковной власти и управления Украинской православной церкви являются её Собор и Синод, возглавляемые её предстоятелем, носящим титул «Блаженнейший митрополит Киевский и всея Украины». Центр управления Украинской церкви находится в городе Киеве.
- Предстоятель Украинской православной церкви избирается её епископатом и благословляется патриархом Московским и всея Руси.
- Имя предстоятеля Украинской православной церкви поминается во всех её храмах после имени патриарха Московского и всея Руси.
- Архиереи Украинской православной церкви избираются её Синодом.
- Решение об образовании или упразднении епархий, входящих в Украинскую православную церковь, и об определении их территориальных границ принимаются её Синодом с последующим утверждением Архиерейским собором РПЦ.
- Архиереи Украинской православной церкви являются членами Поместного и Архиерейских соборов РПЦ и участвуют в их работе и в заседаниях Священного синода.
- Решения Поместного и Архиерейского соборов РПЦ являются обязательными для Украинской православной церкви. Решения Священного синода действуют в Украинской православной церкви с учётом особенностей, определяемых самостоятельным характером её управления.
- В Украинской православной церкви действует собственная высшая церковно-судебная инстанция. При этом суд Архиерейского собора РПЦ является церковным судом высшей инстанции для Украинской православной церкви. В пределах Украинской православной церкви пожизненное запрещение в священнослужении, извержение из сана, отлучение от Церкви налагаются епархиальным архиереем с последующим утверждением митрополитом Киевским и всея Украины и Синодом Украинской православной церкви.
- Украинская православная церковь получает святое миро от патриарха Московского и всея Руси[41][42].

По мнению Романа Лункина, большинство изменений носят декларативный характер, либо же просто подтверждают де-юре давно сложившийся фактически порядок вещей. По мнению других наблюдателей, в частности, Александра (Драбинко), с юридической точки зрения итогом Собора стало сужение объёма полномочий УПЦ МП.
11 ноября 2021 года Комитет ООН по правам человека выразил обеспокоенность сообщениями о нарушениях прав верующих Украинской православной церкви. Документ также предписывал властям Украины гарантировать осуществление свободы религии в стране и обеспечить расследование всех случаев насилия в отношении верующих.

#### Решение о самостоятельности (2022)
27 мая 2022 года в Киеве состоялся собор УПЦ (в тот же день в Москве проходило заседание Священного синода РПЦ, постоянным членом которого, согласно Уставу РПЦ, является митрополит Онуфрий). По словам историка церкви Сергея Бычкова, митрополит Онуфрий готовил собор чуть ли не в секрете и обратился к президенту Украины с просьбой обеспечить его личной охраной, что и было сделано. Согласно информации Би-би-си, первоначально планировалось провести собрание епископов, духовенства, монахов и мирян, которое уже после начала неединогласно было преобразовано в собор, то есть высший орган власти в УПЦ (сайт Киевской митрополии извещал о проведении 27 мая в киевском Пантелеимоновом монастыре под председательством митрополита Онуфрия «собрания епископов, духовенства, монахов и мирян»). 15 епархий, находящихся на оккупированных Россией территориях, не прислали своих представителей. В опубликованном на официальном сайте УПЦ постановлении, говорилось, что собор УПЦ «рассмотрел вопросы церковной жизни, возникшие в результате военной агрессии Российской Федерации против Украины». Среди прочего, собор выразил «несогласие с позицией Патриарха Московского и всея Руси Кирилла относительно войны в Украине», принял решение о прекращении поминовения московского патриарха в качестве предстоятеля УПЦ, принял изменения и дополнения в Устав УПЦ, «свидетельствующие о полной самостоятельности и независимости Украинской Православной Церкви», а также «имел суждение о возобновлении мироварения в Украинской Православной Церкви». На период военного положения собор предоставил епархиальным архиереям право самостоятельно принимать решения по вопросам епархиальной жизни. Собор выразил надежду на возобновление диалога с Православной церковью Украины для преодоления раскола.
Донецкая епархия сразу же сообщила, что решения собора по поводу изменений в устав не изменят церковную жизнь их епархии. Через несколько часов сообщение для СМИ опубликовала Симферопольская епархия УПЦ, к которой присоединилась Феодосийская епархия: «Делегация Симферопольской и Крымской епархии единогласно проголосовала против принятия предложенных поправок к уставу УПЦ. Симферопольская и Крымская епархия остаётся под омофором Святейшего Патриарха Московского и всея Руси».
Комментируя решения собора, священник Андрей Пинчук (УПЦ МП) заявил: «Всё, что связывает УПЦ с МП [Московским патриархатом], удалено из устава». Аналогично высказался заместитель главы Отдела внешних церковных связей УПЦ протоиерей Николай Данилевич. При этом председатель Синодального информационно-просветительского отдела УПЦ митрополит Климент (Вечеря) заявил российскому информационному агентству РБК, что статус церкви не поменялся по сравнению с тем, что существовал с 1990 года, и Украинская православная церковь не разрывает отношения с Русской православной церковью. Чуть позже в интервью Би-би-си митрополит Климент подтвердил изъятие из устава упоминаний об РПЦ и указание в нём Киева как руководящего центра УПЦ.
Во время совершения литургии в Киево-Печерской лавре 29 мая митрополит Онуфрий совершил поминовение патриарха Московского Кирилла по диптиху (то есть в числе прочих предстоятелей, на 3-м месте после патриархов Антиохийского и Иерусалимского — в соответствии с ранее принятыми решениями о разрыве общения с Вселенской патриархией и иными поместными церквями, признавшими автокефалию ПЦУ), — согласно практике поминовения, принятой для предстоятелей автокефальных церквей. В тот же день Московская патриархия опубликовала Журнал Священного синода от 29 мая 2022 года, принятый на внеочередном заседании Священного синода РПЦ в Москве (список присутствовавших на заседании не публиковался), имевшем «суждение о состоявшемся Соборе Украинской Православной Церкви», в котором, среди прочего, говорилось: «<…> 3. Констатировать, что статус Украинской Православной Церкви определён Грамотой Святейшего Патриарха Московского и всея Руси Алексия II от 27 октября 1990 года. 4. Отметить, что принятые Собором Украинской Православной Церкви дополнения и изменения в Устав об управлении Украинской Православной Церкви нуждаются в изучении в установленном порядке на предмет их соответствия упомянутой Грамоте и Уставу Русской Православной Церкви, согласно которому таковые дополнения и изменения должны быть представлены на одобрение Патриарху Московскому и всея Руси. <…> 6. Выразить сожаление в связи с тем, что в ряде епархий Украинской Православной Церкви прекращается поминовение Патриарха Московского и всея Руси, что уже привело к разделениям внутри Украинской Православной Церкви и что противоречит 15 правилу Двукратного Собора».
7 июня Священный синод РПЦ, ссылаясь на предоставленное собором УПЦ временное право епархиальным архиереям самостоятельно принимать решения по вопросам епархиальной жизни, по просьбе последних учредил Крымскую митрополию, в которую были включены 3 епархии: Симферопольская, Джанкойская, Феодосийская. В постановлении синода РПЦ говорилось, что означенные епархии принимаются «в непосредственное каноническое и административное подчинение Патриарху Московскому и всея Руси и Священному Синоду Русской Православной Церкви».
Во исполнение решений майского Собора, 23 ноября Синод УПЦ принял решение о «возобновлении» мироварения в Киеве, как было до 1917 года (правда, тогда в рамках единой Российской церкви).

#### Российско-украинская война, переподчинение епархий на оккупированных территориях (с 2014 года)
В ходе российско-украинской войны некоторые епархии УПЦ попали под российский контроль. В 2014 году в результате аннексии Крыма Российской Федерацией Джанкойская, Симферопольская и Феодосийская епархии оказались на контролируемых Россией территориях, но до 2022 года остались под управлением УПЦ, как и епархии на территориях непризнанных ДНР и ЛНР.
24 февраля 2022 года Россия вторглась на Украину, в октябре она аннексировала территории, на которых полностью или частично расположены следующие епархии УПЦ: Херсонская и Таврическая, Запорожская, Бердянская и Приморская, Новокаховская, Северодонецкая, Донецкая и Мариупольская, Луганская, Горловская и Славянская, Ровеньковская.
В июне 2022 года Синод РПЦ заявил об образовании из трёх крымских епархий Крымской митрополии в составе РПЦ, однако с точки зрения УПЦ эти епархии продолжили числиться в её составе..
В октябре 2022 года Синод РПЦ принял решение о передаче Ровеньковской епархии из УПЦ в непосредственное подчинение патриарха Московского и всея Руси и Священного синода РПЦ.
20 марта 2023 года Синод УПЦ вывел из числа своих членов митрополита Симферопольского и Крымского из-за невозможности участвовать в синодальных заседаниях.
В мае 2023 Синод РПЦ принял решение о переподчинении Бердянской епархии и смене правящего архиерея, чего ранее не происходило. УПЦ это решение отвергла, заявив, что митрополит Ефрем (Яринко) продолжит управлять епархией удалённо. По мнению российского политолога Алексея Макаркина, тем самым УПЦ «показала, что не признаёт перевод Запорожской области в подчинение России и для неё Бердянская епархия все так же является частью Украины и расположена на канонической территории УПЦ». 24 октября 2024 года Синод РПЦ назначил Донецким правящим архиереем митрополита Владимир (Самохина), почислив на покой назначенного в 1996 году Синодом УПЦ Илариона (Шукало). В марте 2024 года Синод РПЦ поручил архиерею Бердянской епархии, каковым тогда же назначался епископ Феодор (Белков), временное управление приходами Запорожской епархии, находящимися на подконтрольной России территории Запорожской области. 
20 августа 2024 года ВРУ приняла Закон Украины «О защите конституционного строя в сфере деятельности религиозных организаций», запрещающий деятельность религиозных организаций, связанных с РПЦ. Украинские религиозные организации, аффилированные с иностранными религиозными организациями, будут иметь 9 месяцев, чтобы разорвать связи со своим руководящим центром после издания предписания Госэтнополитики.

## Современное состояние и устройство

### Устав
Согласно действующему Уставу РПЦ, «Украинская православная церковь является самоуправляемой с правами широкой автономии». Согласно Уставу об управлении УПЦ (до внесения поправок в мае 2022 года): «1. Украинская Православная Церковь является самостоятельной и независимой в своём управлении и устройстве. 2. Высшими органами церковной власти и управления Украинской Православной Церкви является Собор Украинской Православной Церкви, Собор епископов Украинской Православной Церкви и Священный Синод Украинской Православной Церкви во главе с Митрополитом Киевским и всея Украины. 3. Украинская Православная Церковь соединена с Поместными Православными Церквями через Русскую Православную Церковь. <…> 5. Украинская Православная Церковь <…> является самоуправляемой частью Русской Православной Церкви.».

Как и прочие религиозные объединения Украины, УПЦ, в соответствии со статьёй 7 Закона Украины от 23 апреля 1991 года № 987-XII «О свободе совести и религиозных организациях», не зарегистрирована в органах государственной власти как централизованная организация, но имеет официальную регистрацию своих структур и органов управления как самостоятельных юридических лиц (п. 6 гл. I Устава о управлении УПЦ).
По принятии изменений в Уставе УПЦ, утверждённых 27 мая 2022 года собором УПЦ, Украинская православная церковь заявила о своей «полной самостоятельности и независимости» (новая редакция «Устава», принятая 27 мая 2022 года, официально не публиковалась).

### Статус и руководство
УПЦ считает себя правопреемницей древней Киевской митрополии (в пределах Украины) и бывшего Украинского экзархата Русской православной церкви.
УПЦ обладает правами, приближающими её к статусу автономной Церкви в православии. Тем не менее, вопрос о формальном статусе автономии для УПЦ неоднократно поднимался, но ввиду неурегулированности вопроса о предоставлении автономии в православном мире, а также в связи с необходимостью наличия единодушия в этом вопросе священства и паствы УПЦ, отклонялся священноначалием как РПЦ, так и УПЦ.
Архиерейский собор РПЦ 2000 года признал необходимым «содействовать достижению общеправославного согласия по вопросу провозглашения и признания автономии Украинской Православной Церкви, каковое должно иметь место в связи с реальными достижениями в деле преодоления раскола».
Предстоятель УПЦ избирается украинским епископатом и благословляется патриархом Московским и всея Руси. Предстоятель УПЦ является членом Священного синода РПЦ, а украинский епископат участвует в Архиерейских и Поместных соборах РПЦ, в выборах патриарха Московского и всея Руси.
Предстоятель УПЦ с 2014 года — митрополит Киевский и всея Украины Онуфрий (Березовский); резиденция — Киево-Печерская лавра. Примечательное отличие Устава УПЦ в редакции от 21 декабря 2007 года — удаление слов «из числа украинских архиереев» прежней его версии из пункта о порядке избрания предстоятеля УПЦ — «Предстоятель Украинской Православной Церкви избирается пожизненно украинским епископатом из числа украинских архиереев» (Глава V, п. 2 Устава УПЦ); также была снята оговорка, что титул «Блаженнейший» митрополит Киевский и всея Украины имеет в пределах Украины (гл. V, п. 3 Устава УПЦ).
Во время богослужения предстоятель Украинской православной церкви поминается как «Господин и Отец наш».
Согласно Уставу УПЦ, высшими органами церковной власти и управления УПЦ являются: Собор УПЦ, Собор епископов УПЦ (Архиерейский собор) и Священный синод УПЦ под председательством митрополита Киевского и всея Украины.
По данным, приведённым 25 июня 2008 года на Архиерейском соборе РПЦ митрополитом Владимиром, «Украинская Церковь состоит из 43 епархий, которые управляются 54 архиереями (из них 43 правящих и 11 викарных), и насчитывает около 10 900 реальных общин. В Украинской Православной Церкви несёт послушание 8962 священнослужителя (из них 8517 священников и 445 диаконов), действуют 20 учебных заведений (одна академия, 7 семинарий и 12 училищ), 3850 воскресных школ. 4650 монашествующих подвизается в 175 монастырях, из которых 85 мужских и 90 женских».
Крупнейшие монастыри: Киево-Печерская лавра, Почаевская лавра, Святогорская лавра (Горловская епархия), Одесский Успенский патриарший монастырь (Одесская епархия).
За исключением трёх областей Галичины (Львовской, Ивано-Франковской и Тернопольской), УПЦ является доминирующей конфессией на всей территории страны.
После вторжения России на Украину в 2022 году и последующего разрушения некоторых храмов ряд священников УПЦ МП осудили действия России. Некоторые приходы в разных областях решили присоединиться к ПЦУ. Ещё до майского собора ряд архиереев УПЦ благословили своих клириков прекратить поминовение Патриарха Кирилла за богослужением как необходимый шаг для сохранения спокойствия и единства верующих в сложившихся условиях.
Состоявшийся в мае 2022 года Собор УПЦ без согласования с Москвой изменил Устав УПЦ, удалив какое-либо упоминание о зависимости от РПЦ; собор также «имел суждение о возобновлении мироварения в Украинской Православной Церкви». УПЦ заявила о своей «полной самостоятельности и независимости», было прекращено поминовение Московского патриарха в качестве предстоятеля УПЦ. Тем не менее, статья 1-я новой редакции Устава гласит, что УПЦ осуществляет свою деятельность на основе «Грамоты Патриарха Московского и всея Руси Алексия II от 27 октября 1990 года», который в свою очередь предусматривает, среди прочего, что УПЦ имеет общение с другими поместными православными церквами «через Нашу Русскую Православную Церковь», и подразумевает утверждение предстоятеля УПЦ Московским патриархом. Сергей Бортник, профессор Киевской духовной академии (УПЦ), так пояснил смысл решения от 27 мая 2022 года: "УПЦ отказывается от статуса подчиненной Московскому патриархату, но не разрывает связь. Мы не уходим в раскол, но одновременно перестаем считать для себя обязательными решения, скажем, синода или собора РПЦ в Москве. <…> То есть мы не разрываем связь полностью, но и не считаем себя подотчётными и зависимыми от Московского патриархата. <…> У нас было обсуждение — очень активное, были очень разные позиции. В УПЦ есть 53 епархии, 14 из них на сегодняшний день находятся под [контролем] России. Митрополиты из тех мест — в том числе и в Крыму, и в Донбассе — высказывались иначе, чем большинство, которое находится по другую сторону фронта. Поэтому искалась какая-то формулировка, приемлемая для УПЦ в целом. Это есть в одном из пунктов решения: епархии, которые находятся на оккупированных территориях, могут самостоятельно принимать решение о своей жизни, если они находятся под оккупацией России. Понятно, что невозможно достичь компромиссной позиции для всех, однако решение принималось с учётом позиции большинства. "

### Статистика Церкви
По данным на июль 2007 года, в ведении УПЦ было: 36 епархий, в которых действовали 10 972 общества верующих (9327 священников); 167 монастырей (4399 монахов и черниц), 17 духовных учебных заведений (3527 слушателей), 105 периодических изданий, 4133 воскресных школы и 37 братств. В начале февраля 2008 года было официально заявлено, что УПЦ «насчитывает 42 епархии и 57 архиереев, 13 из которых были рукоположены́ только за последний год».
В 2015 году согласно результатам совместного исследования Фонда «Демократические инициативы имени Илька Кучерива» и социологической службы «Ukrainian Sociology Service», сделанного по заказу Международного центра перспективных исследований, в большинстве регионов к Украинской православной церкви (Московского патриархата) относили себя 21 % украинцев, 44 % населения назвали себя верующими Украинской православной церкви (Киевского патриархата), 11 % — Украинской грекокатолической церкви. Только в Донецкой области 55 % отнесли себя к УПЦ МП, а на Галичине большинство населения считало себя верующими Греко-католической церкви — 67 %. Исследование проводилось с 25 декабря 2014 года по 15 января 2015-го. Всего было опрошено 4413 респондентов, и при этом опрос не проводился в Луганской области и Крыму.
В ноябре 2016 года, согласно проведённому Ukrainian Sociology Service опросу, 39,4 % православных на Украине являлись прихожанами Украинской православной церкви Московского патриархата (УПЦ КП — 25,3 %, УГКЦ — 21,3 %, УАПЦ — 4,6 %).
Согласно данным социологического исследования Центра Разумкова на 2018 год прихожанами УПЦ МП считают себя 12,8 % опрошенных украинцев (УПЦ КП — 28,7 %, «Просто православные» — 23,4 %, УГКЦ — 9,4 %).

## Дискуссия вокруг вопроса о канонической автокефалии и границах автономии
В конце 2007 года возникла дискуссия в связи с тем, что стали высказываться предположения о том, что священноначалие УПЦ стремится к законному получению автокефалии. Главным идеологом получения «канонической автокефалии» УПЦ от Московской Патриархии некоторые считали епископа Переяслав-Хмельницкого (с 19 декабря 2007 года; ныне митрополит) Александра (Драбинко), викария Киевской епархии; сам он отвергает такие подозрения. Протоиерей Максим Хижий (клирик Владимирской епархии РПЦ) в январе 2008 года полагал, что «вопрос об автокефалии УПЦ является проблемой времени, причём самого ближайшего». 4 февраля 2008 года в московской газете «Московский комсомолец» было опубликовано интервью епископа Александра (Драбинко), в котором он, в частности, сказал: «Мнения по этому поводу среди верующих Украинской православной церкви различные. <…> Что касается Архиерейских Соборов УПЦ, то они высказались по этому поводу давно. Сегодня этот вопрос на повестке дня не стоит».
Открытым публичным сторонником предоставления УПЦ полной независимости выступал митрополит Черкасский Софроний (Дмитрук); лидером противной стороны СМИ называют митрополита Одесского Агафангела (Саввина). В конце марта 2012 года ряд церковно-общественных деятелей Украины выступили в поддержку решений, принятых Священным синодом УПЦ под председательством митрополита Агафангела (удаление с ключевых должностей архиепископа Александра (Драбинко)), и обвинили проходящего лечение предстоятеля УПЦ митрополита Владимира (Сабодана) в том, что он «возглавляет автокефальное лобби в УПЦ МП лично».
Принятие 21 декабря 2007 года Архиерейским Собором (Собором епископов) УПЦ изменений в Уставе УПЦ (были зарегистрированы Государственным Комитетом Украины по делам национальностей и религий 2 июня 2008 года) вызвало протесты церковной общественности, от которой к священноначалию УПЦ 15 апреля 2008 года был обращён призыв привести Устав УПЦ в соответствие с Уставом РПЦ, принятым в 2000 году при участии всех архиереев УПЦ. Новая редакция Устава, среди прочего, провозглашает Собор епископов УПЦ «церковным судом высшей инстанции» (Глава III, п. 8), что находилось в прямом противоречии с Уставом РПЦ от 2000 года (Глава VII, п. 4, в) Устава РПЦ). 16 июля 2008 года, в преддверии Архиерейского Собора РПЦ в Москве, Священный Синод УПЦ направил обращение к Патриарху Алексию ІІ с просьбой внести в Устав РПЦ уточнения, обусловленные правами расширенной автономии Украинской Православной Церкви: «Просим Вас внести в пункт 5 раздела VII („Церковный суд“) норму, по которой право налагать такие канонические прещения как пожизненное запрещение в священнослужении, извержение из сана и отлучение от Церкви в пределах Украинской Православной Церкви было бы передано Предстоятелю и Священному Синоду Украинской Православной Церкви».
В связи с утверждением Устава РПЦ Поместным Собором РПЦ в январе 2009 года, 18 пункт главы VIII которого гласит, что «в своей жизни и деятельности Украинская Православная Церковь руководствуется Томосом Патриарха Московского и всея Руси 1990 года и Уставом Украинской Православной Церкви, который утверждается её Предстоятелем и принимается Патриархом Московским и всея Руси», украинская газета «Сегодня» писала, что таковой статус УПЦ «выделяет её из перечня других самоуправляемых Церквей в составе Московского Патриархата, которые не имеют расширенных прав».
По окончании Поместного Собора РПЦ митрополит Владимир (Сабодан) так ответил на вопрос журналиста «И всё-таки вам нужен автокефальный статус или нет?»: «Этот статус должен венчать все наши усилия. Но сначала нужно достигнуть единства. Статус можно утвердить любой, приемлемый или неприемлемый. <…>»
Возведённый в ноябре 2013 года в сан митрополита Александр (Драбинко) неоднократно именовался в СМИ сторонником автокефалии. В начале июля 2016 года он заявил в интервью: «С каждым днём становится все более очевидным, что исторической альтернативы автокефалии нет».
Весной — осенью 2018 года, после инициирования процедуры дарования автокефалии Вселенским патриархатом, идею создания единой автокефальной церкви на Украине в индивидуальном порядке поддержал ряд клириков УПЦ: митрополиты Александр (Драбинко), Софроний (Дмитрук), архиепископ Филарет (Кучеров), архимандрит Кирилл (Говорун), протоиерей Георгий Коваленко и др. 16 октября митрополит Александр (Драбинко) заявил в комментарии Громадському телевидению: «На последнем заседании Константинопольский патриархат отменил передачу Киевской митрополии Московскому патриархату. С тех пор мы можем считать, что территория Украины является территорией восстановленной митрополии Константинопольского патриархата. Собственно, с этого момента (после принятия такого решения) мы являемся, на сегодняшний день, клириками Константинопольской церкви».

## Отношения с государственной властью Украины и другими православными церквями
Во время проведения Харьковского собора в мае 1992 года администрация президента Кравчука поддерживала раскольнические действия митрополита Филарета (Денисенко) и, по свидетельству митрополита Никодима, оказывала на него прямое давление.
УПЦ МП находилась в конфликтных отношениях с неканоническими православными церквями, действовавшими на Украине до декабря 2018 года: УПЦ (КП) и УАПЦ.
После победы на президентских выборах в 2004 году Виктора Ющенко патриарх Московский и всея Руси Алексий II высказывал опасения по поводу положения верующих на территории Украины.
УПЦ МП отрицательно относилась к ставшим популярным при Викторе Ющенко совместным молитвам представителей разных конфессий.
Состоявшийся в конце января 2007 года Архиерейский собор УПЦ выразил недоумение относительно предложения президента Украины Ющенко «сесть за стол переговоров со лжепастырями».
28 января 2015 года Киевский совет исключил УПЦ (МП) из перечня религиозных конфессий, которым предоставляются льготы по оплате налога на землю, в связи с тем, что «священники УПЦ (МП) в зоне АТО ведут антиукраинскую пропаганду и отказываются отпевать погибших воинов украинских Вооружённых сил». На следующий день городской голова Виталий Кличко наложил вето на это решение, заявив о недопустимости дискриминации на основании религиозных или иных убеждений.
15 декабря 2018 года на Объединительном соборе в Киеве, принявшем решение о создании Православной церкви Украины, от УПЦ МП участвовали митрополит Переяслав-Хмельницкий и Вишневский и викарий Киевской епархии УПЦ МП Александр (Драбинко) и митрополит Винницкий и Барский Симеон (Шостацкий). В связи с этим председатель отдела внешних церковных связей Московского патриархата митрополит Иларион (Алфеев) сравнил их поступок с предательством Иуды Искариота, а председатель синодального информационно-просветительского отдела УПЦ МП архиепископ Климент (Вечеря) указал, что оба митрополита больше не имеют никакого отношения к УПЦ МП, поскольку те иерархи, кто принял участие в данном соборе, «создают новую церковь и туда переходят». Синод низложил митрополита Винницкого Симеона и епископа киевской митрополии Александра, а новым главой Винницкой и Барской епархии стал архиепископ Бородянский Варсонофий (Столяр), новым епископом Переяслав-Хмельницким и викарием Киевской митрополии стал архимандрит Дионисий (Пилипчук).
Согласно закону от 20 декабря 2018 года, представители УПЦ МП как религиозной организации, имеющей руководящий центр в Российской Федерации, не могут допускаться в соединения вооружённых сил и других военных формирований Украины. Кроме того, согласно данному закону, религиозная организация УПЦ МП обязана сменить название, указав в нём принадлежность к Русской православной церкви. 22 апреля 2019 года Окружной административный суд Киева по иску Киевской митрополии УПЦ МП в качестве обеспечительной меры приостановил процесс переименования. 16 декабря Верховный суд Украины разрешил Украинской православной церкви сохранить своё название. Он оставил без удовлетворения кассационную жалобу Министерства культуры Украины, которое требовало от УПЦ указать в своём названии принадлежность к Русской православной церкви.
По завершении президентских выборов 2019 года патриарх Московский и всея Руси Кирилл направил поздравительное обращение новому президенту Владимиру Зеленскому, в котором заявил следующее: «Выражаю искреннюю надежду на завершение скорбного периода притеснений и дискриминации граждан Украины, принадлежащих к Украинской православной церкви. Народ Украины, поддержавший вашу кандидатуру, связывает с вами большие надежды на изменение жизни к лучшему. Вам дан исторический шанс объединить нацию и внести личный вклад в разрешение экономических и социальных проблем в стране, в преодоление существующих конфликтов и разделений». По словам предстоятеля РПЦ, «обеспечить эффективную работу государственной системы ради повышения уровня жизни людей возможно лишь совместными трудами всех благонамеренных сил общества при их полноправном участии в общенациональном диалоге».
Как отмечал в мае 2019 года председатель ОВЦС Московского патриархата митрополит Иларион (Алфеев): «Это не „Российская церковь“ <…> Её члены — граждане Украины, родившиеся и выросшие в своей стране, имеющие украинский паспорт и любящие свою родину. Её административный центр находится не в Москве, а в Киеве. Вопреки утверждениям Порошенко, молитвы в Украинской Церкви возносятся не за российскую власть и не за российскую армию, а за украинскую власть и украинскую армию. Самоуправляемая Украинская Православная Церковь обладает всей полнотой прав, позволяющих ей быть национальной Церковью своей страны. С Московским Патриархатом её связывает духовное и историческое единство, восходящее ко временам Киевской Руси, но ни административной, ни финансовой, ни какой-либо иной зависимости от Москвы она не имеет».
19 января 2023 года в Киеве было возбуждено уголовное дело против настоятеля монастыря Киево-Печерской лавры, митрополита Украинской православной церкви Павла, в связи с его рождественской речью. В ней митрополит сообщил о том, что власти Украины организовали гонения на православную церковь и назвал предстоятеля Украинской православной церкви Киевского патриархата Филарета «сущим бесом». Депутат Рады Ярослав Юрчишин обратился в Генпрокуратуру с просьбой о проверке заявлений митрополита Павла. Его обвиняют в «нарушении равноправия граждан в зависимости от их религиозных убеждений». В этот же день к закону «О свободе совести и религиозных организациях» правительство Украины внесло в парламент проект изменений, согласно которым «делается невозможным деятельность в Украине религиозных организаций, руководящий центр которых находится за пределами Украины в государстве, осуществляющем вооружённую агрессию против Украины».

## Проблема оккупированных территорий Украины
В марте 2014 года глава синодального отдела по взаимоотношениям Церкви и общества протоиерей Всеволод Чаплин призвал украинцев не протестовать по поводу потери полуострова и выразил надежду, что миссия российских воинов по защите свободы и самобытности этих людей и самой их жизни не встретит ожесточённого сопротивления. Патриарх Кирилл не присутствовал в Георгиевском зале Кремлёвского дворца, где 18 марта президент Российской Федерации Владимир Путин зачитывал своё обращение об аннексии Крыма, высказав совместно со Священным синодом Русской православной церкви 19 марта 2014 года следующую позицию: для мира среди верующих Церковь находится вне политических взаимоотношений.
18 августа 2014 года пресс-секретарь УПЦ протоиерей Георгий Коваленко (в 2019 году перешёл в ПЦУ и был запрещён в служении предстоятелем УПЦ) заявил: «Как граждане Украины мы думаем так же, как и наше правительство, и все мировое сообщество: Крым — это территория Украины, и должен быть возвращён. В этой ситуации мы всё-таки рады тому, что епархии УПЦ МП остаются в Крыму и подчиняются киевской метрополии».

## Епархии
С 2000-х годов количество епархий и правящих епархиальных архиереев УПЦ возросло. Это приводит к тому, что иногда архиереям приходится возглавлять епархии с центром в небольших провинциальных городах, как то имело место с епископом Серафимом (Зализницким) в 2007 году или архиепископом Ионафаном (Елецких) в 2006 году.

## Учебные заведения
УПЦ (МП) имеет разветвлённую систему духовного образования — академии, семинарии, институт, училище, лицей, курсы и воскресные школы. По состоянию на 1 августа 2011 г. насчитывается 10 высших духовных учебных заведений: Киевские духовные академия и семинария, Ужгородская богословская академия имени святых Кирилла и Мефодия, Волынская духовная семинария, Одесская духовная семинария, Полтавская духовная семинария, Почаевская духовная семинария, Таврическая духовная семинария в Симферополе, Харьковская духовная семинария, Черновицкий православный богословский институт и Луганский богословский университет в честь Архистратига Михаила.
Действуют также Регентский курсы при Одесской семинарии и регентского отделения в Кременце Почаевской духовной семинарии, Алчевское Духовное училище, Владимир-Волынское регентское Духовное училище, Городоцкое Духовное училище регентов-псаломников, Киевское Духовное училище, Луганское Духовное училище, Мукачевское Духовное училище, Корецкое регентско-катехизаторское Духовное училище, Сверловськое Духовное училище, Сумское пастырско-богословское духовное училище, Черниговское духовное училище, Луганская православная классическая гимназия имени святой великомученицы Татьяны и Высшие Свято-Владимирские православные богословские курсы.